# Slaný (stacja kolejowa)
Slanýⓘ – stacja kolejowa w miejscowości Slaný, w kraju środkowoczeskim, w Czechach. Położona jest na linii Kralupy nad Vltavou - Louny. Znajduje się na wysokości 280 m n.p.m.
Na stacji istnieje możliwość zakupu biletów na wszystkiego rodzaju pociągi w tym również międzynarodowe. 

## Linie kolejowe
- 110 Kralupy nad Vltavou - Louny